# Hyalella montezuma
Hyalella montezuma är en kräftdjursart som beskrevs av Cole och Watkins 1977. Hyalella montezuma ingår i släktet Hyalella och familjen Hyalellidae. Inga underarter finns listade i Catalogue of Life.